# Части центрального подчинения ВВС
Формирования центрального подчинения ВВС — формирования (соединения, части, подразделения, заведения, учреждения и организации) Вооружённых Сил Российской Федерации — России, непосредственно подчиняющиеся командованию ВВС ВС России.

## Состав

### Соединения, части
- 132-й центральный узел связи — г. Балашиха (Заря), Московская область.
- 8-я авиационная Краснознамённая дивизия особого назначения — п. Чкаловский:
  - 353-й авиационный полк особого назначения — п. Чкаловский — Ил-76 , Ан-12 , Ан-26 и Ан-72
  - 354-й авиационный полк особого назначения — п. Чкаловский — л-410 , Ту-134 , Ил-18Д, Ил-62М, Ан-148.
  - 206-я авиационная база особого назначения — п. Чкаловский — Вертолеты Ми-8.
  - 223-й лётный отряд — коммерческие перевозки — п. Чкаловский — Ил-76МД, Ту-134А-3, Ту-154Б-2
- 2457-я авиационная база боевого применения самолётов дальнего радиолокационного обнаружения — г. Иваново — ДРЛО А-50, А-50М.
- 929-й государственный лётно-испытательный Краснознамённый центр имени В. П. Чкалова — г. Ахтубинск:
  - 267-й центр подготовки лётчиков-испытателей — г. Ахтубинск — Су-35, Су-30СМ, Су-34, Су-25, МиГ-29, МиГ-31
  - 1338-й испытательный центр — п. Чкаловский — Ил-22М, Ил-80, Ил-82, Ту-214Р , Ми-8 (на испытаниях различные модификации), Ан-12 и Ан-26 (по 1 шт.).
  - Высокогорный научно-исследовательский испытательный центр авиационной техники и вооружения — г. Нальчик
  - 368-я отдельная смешанная авиационная эскадрилья — г. Нальчик
  - 13-й воздухоплавательный испытательный центр — г. Вольск — аэростаты
- 4-й ордена Ленина, Краснознамённый центр боевого применения и переучивания лётного состава имени В. П. Чкалова — г. Липецк
  - 968-й инструкторско-исследовательский смешанный авиационный Севастопольский Краснознамённый, ордена Суворова полк — г. Липецк: 
1аэ. Истребители Су-35 Су-30СМ, 2аэ. МиГ-29СМT/УБ, 3аэ. бомбардировщики Су-34 , Су-24М/M2, разведчики Су-24МР, 4аэ. штурмовики Су-25БМ/УБ, Су-25СМ.
  - 3958-я гвардейская авиационная Керченская Краснознамённая база 2 разряда — п. Саваслейка, Нижегородская область. Истребители МиГ-31БМ.
  - 4020-я база резерва самолётов — г. Липецк.
- 185-й центр боевой подготовки и боевого применения — г. Астрахань:
  - 116 Центр боевого применения (истребительной авиации)— г. Астрахань — МиГ-29, МиГ-29СМТ
  - 42-й учебный центр боевого применения — п. Ашулук — ЗУР и мишени
- 344-й Центр боевого применения и переучивания лётного состава армейской авиации — г. Торжок:
  - 696-й инструкторско-исследовательский вертолётный полк — г. Торжок — Ка-50, Ми-28, Ми-8, Ми-24, Ми-26
  - 92-я инструкторско-исследовательская вертолётная эскадрилья — г. Клин — Ми-8, Ми-24
- 924-й центр боевого применения и переучивания личного состава частей беспилотных летательных аппаратов — г. Коломна — БПЛА
  - 275-я отдельная исследовательско-инструкторская эскадрилья беспилотных средств разведки — г. Егорьевск, Московская область. Беспилотные летательные аппараты (БПЛА) «Стриж», «Пчела», «Рейс», «Рейс-Д».
- Российский государственный научно-исследовательский испытательный центр подготовки космонавтов имени Ю. А. Гагарина — Звёздный городок
  - 70-й отдельный испытательно-тренировочный авиационный полк особого назначения — п. Чкаловский — Ил-76

### Склады, базы хранения и ремонта, авиаремонтные заводы
- 1415-я центральная авиационная база ракетного вооружения и боеприпасов — г. Сергиев Посад, Московская область.
- 649-й авиационный склад ракетного вооружения и боеприпасов — г. Йошкар-Ола.
- 995-я база снабжения и хранения зенитного ракетного вооружения — г. Серпухов, Московская область.
- База хранения и ремонта беспилотных летательных аппаратов — г. Ярославль (Туношна).
- 502-й завод по ремонту военно-технического имущества — г. Фрязево (Ногинск-5), Московская область.
- 1015-й завод по ремонту военно-технического имущества -п. Нижние Серги-3, Свердловская область.
- 1019-й завод по ремонту военно-технического имущества — г. Онохой-2, Бурятия.
- 1253-я центральная ремонтная база радиолокационного вооружения — г. Самара-28.
- 2227-я база хранения вооружения — п. Трудовая, Московская область.
- 2503-я центральная ремонтная база автоматизированных систем управления — п. Янино-1, Ленинградская область.
- 2529-я центральная база ремонта вооружения — г. Хабаровск.
- 2633-я база ремонта и хранения вооружения — г. Люберцы, Московская область.
- 3821-я база ремонта и хранения вооружения — г. Тосно, Ленинградская область.
- 20-й авиационный ремонтный завод Авиации ВМФ — г. Пушкин-3, Ленинградская область.
- 150-й авиационный ремонтный завод Авиации ВМФ — п. Люблино, Калининградская область.
- 419-й авиационный ремонтный завод — п. Горелово, Ленинградская область.
- 695-й авиационный ремонтный завод — г. Арамиль, Свердловская область.
- 99-й завод авиационно-технологического оборудования — п. Остафьево (Щербинка), Московская область.
- 5212-я контрольно-испытательная база (стыковочная) — г. Знаменск, Астраханская область.
- 600-й центральный авиационно-технический склад — г. Калуга.
- 2314-й завод по ремонту танков и автомобилей (Жигули, Волга и Subaru). — Удмуртия.

### Учебные и научные части и организации
- Военный учебно-научный центр ВВС «Военно-воздушная орденов Ленина и Октябрьской Революции, дважды Краснознамённая, ордена Кутузова академия имени профессора Н. Е. Жуковского и Ю. А. Гагарина» — г. Воронеж
- 2-й центральный научно-исследовательский ордена Октябрьской Революции, Краснознамённый институт — г. Тверь
- 13-й государственный научно-исследовательский институт эксплуатации и ремонта авиационной техники — г. Люберцы
- 30-й центральный научно-исследовательский ордена Красной Звезды институт — г. Щёлково, в его состав входит также Научно-исследовательский центр систем управления ВВС в Ногинске
- Военная Краснознамённая академия воздушно-космической обороны имени Маршала Советского Союза Г. К. Жукова — г. Тверь
- Ярославский зенитный ракетный институт противовоздушной обороны — г. Ярославль
- Санкт Петербургское высшее военное училище радиоэлектроники (военный институт) в сентябре 2011 г. расформировано, курсанты переведены в Ярославский зенитный ракетный институт.
- Сызранский военный авиационный институт — г. Сызрань:
  - 109-й учебный вертолётный полк — ст. Безенчук — Ми-2, Ми-8 (расформирован в 2003)
  - 131-й учебный вертолётный полк — г. Саратов-Сокол — Ми-2, Ми-8 , Ансат-У
  - 484-й учебный вертолётный полк — г. Сызрань — Ми-24
  - 626-й учебный вертолётный полк — г. Пугачев — Ми-2, Ми-8, Ми-24
- Челябинский военный авиационный Краснознамённый институт штурманов — п. Шагол
  - 221-я учебная авиационная база
- Краснодарское высшее военное авиационное училище лётчиков, ордена Дружбы народов институт имени А. К. Серова — г. Краснодар:
  - 797-й учебный авиационный полк — ст. Кущевская — Су-27УБ, МиГ-29УБ, Су-25УБ
  - 704-й учебный авиационный полк — г. Котельниково — Л-39
  - 627-й учебный авиационный полк — г. Тихорецк — Л-39
- 783-й учебный авиационный центр подготовки лётного состава — г. Армавир:
  - 713-й учебный авиационный полк — г. Армавир — Як-130
  - 761-й учебный авиационный полк — г. Майкоп — Л-39
- 786-й учебный центр — г. Борисоглебск:
  - 160-й учебный авиационный полк — г. Борисоглебск — Як-130
  - 644-й учебный авиационный полк — г. Мичуринск — Л-39
- 785-й Учебный авиационный центр подготовки лётного состава дальней и военно-транспортной авиации — г. Балашов:
  - 606-й учебный авиационный полк — г. Балашов — Ан-26
  - 666-й учебный авиационный полк — г. Ртищево — Л-410
- 11-й учебный центр зенитных ракетных войск — г. Гатчина-3, Ленинградская обл. Начальник — полковник Александр Добровольский.
- 357-й учебный центр — г. Белгород. Начальник — полковник Виктор Баранов.
- 834-й учебный центр войск связи и радиотехнического обеспечения — г. Новгород (Новоселицы). Начальник — полковник Василий Федосов. (Расформирован в 2009 году).
- 874-й центр подготовки специалистов (расчётов) радиотехнических войск — г. Владимир. Начальник — полковник Юрий Скрипко.
- 902-й центр подготовки специалистов (расчетов) зенитных ракетных войск — г. Костерево-1, Владимирская область.

### Медицинские и спортивные учреждения
- Научно-исследовательский институт авиационной, космической медицины и военной эргономики — г. Москва. Начальник — генерал-майор Игорь Ушаков.
- 5-й центральный военный научно-исследовательский авиационный госпиталь — г. Красногорск-3, Московская область.
- 7-й центральный военный клинический авиационный госпиталь (сейчас Филиал № 1 ФГКУ «ГВКГ имени академика Н. Н. Бурденко» Минобороны России) — г. Москва.
- Санаторий ВКС — п. Чемитоквадже, Краснодарский край. Начальник — полковник Федор Баранцев.
- Центральный спортивный клуб ВКС — г. Самара. Начальник — полковник Дмитрий Шляхтин.
- 361-й центр психофизиологической подготовки личного состава — п. Агой, Краснодарский край.
- 709-й центр психофизиологической подготовки личного состава — п. Джубга, Краснодарский край.
- 464-й учебно-тренировочный центр физкультуры и спорта — г. Уфа, Башкирия.